# Mohammad Al-Dawud
Mohammad Rateb Al-Dawud là một cầu thủ bóng đá người Jordan thi đấu cho Hidd SCC của Bahrain và Đội tuyển bóng đá quốc gia Jordan. 
Al-Dawud là con trai của Rateb Al-Dawud, cựu ngôi sao của Al-Ramtha SC và Đội tuyển bóng đá quốc gia Jordan.

## Sự nghiệp quốc tế
Al-Dawud có trận đấu đầu tiên cho đội tuyển quốc gia Jordan trước Libya tại Doha vào ngày 17 tháng 12 năm 2011 tại Pan Arab Games 2011, với kết quả hòa 0-0.

## Bàn thắng quốc tế
| # | Ngày                | Địa điểm | Đối thủ     | Tỉ số | Kết quả | Giải đấu                    |
| - | ------------------- | -------- | ----------- | ----- | ------- | --------------------------- |
| 1 | 19 tháng 5 năm 2013 | Cairo    | U-19 Ai Cập | 4-0   | Thắng   | Giao hữu (không chính thức) |